# Ecforá

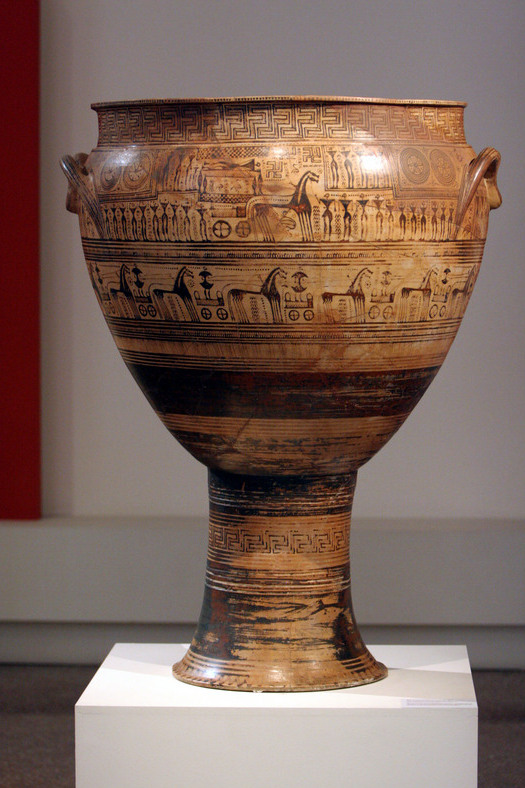
Crátera ática Hirschfeld del período geométrico tardío (c. 750-735 a. C.) que representa una ecforá, el rito de llevar un cadáver a su tumba.

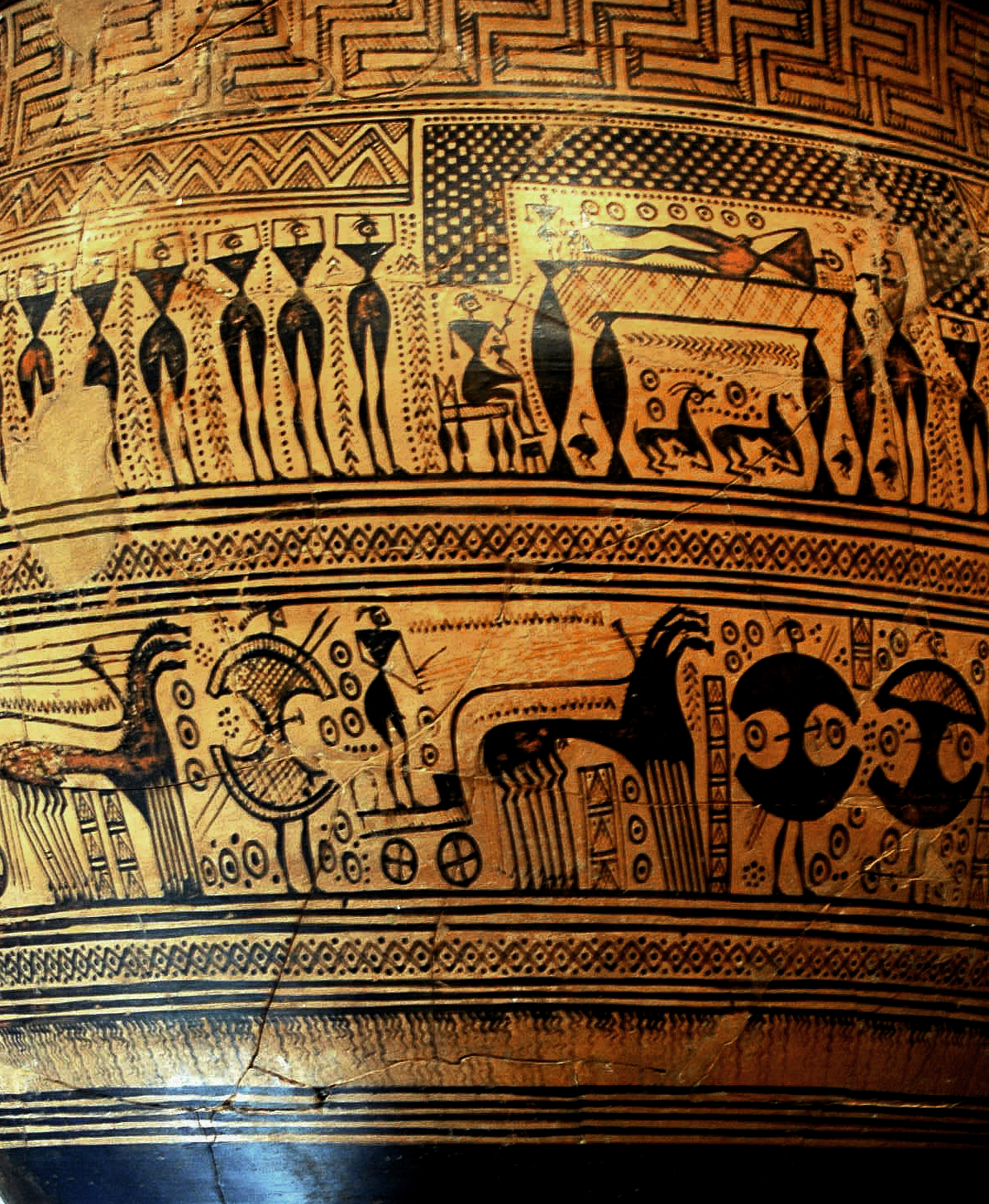
Crátera funeraria con una escena de prótesis (arriba) y una escena de ecforá, con procesión de carros y soldados de infantería (abajo).

La ecforá o ekphora (del griego antiguo ἐκφορά) es uno de los actos previstos en los ritos funerarios de la Antigua Grecia por la que al amanecer del tercer día después de la muerte, se procedía a trasladar, desde la casa en una procesión funeraria el cuerpo del fallecido utilizando el mismo catafalco donde había sido expuesto, hasta el lugar fuera de la ciudad, pasadas las murallas, donde sería enterrado o se llevaría a cabo su cremación, después de haber pasado previamente por la exposición del cadáver, la prótesis.
Una descripción detallada ya puede encontrarse en Homero:

"Se levantaron, se vistieron con las armas, y aurigas y combatientes montaron sobre las cajas de los carros. Delante estaban los cocheros. les seguía una nube de infantes innumerable, y en medio, los compañeros llevaban a Patroclo. Vistieron entero el cadáver con los cabellos que se cortaron y le arrojaban. Detrás, el divino Aquiles le sostenía la cabeza desolado, escoltando a su intachable compañero hacia el Hades."

Como puede verse en diferentes representaciones del acto en obras artísticas del período geométrico tardío, la ecforá podía llegar a realizarse durante el período arcaico con gran pompa por las familias más ricas de la antigua Atenas con largos cortejos portando el lecho de muerte en un carro funerario, seguido por otros carros, flautistas, soldados con sus armas y escudos, plañideras, cerrando la comitiva los amigos y familiares.
Este rito funerario proporcionaba un escaparate perfecto para la exhibición de la riqueza, poder y prestigio de los aristócratas, hasta tal magnificencia que muchas comunidades aprobaron leyes diseñadas para limitar su alcance, como en las leyes de Solón.
En el cementerio del Cerámico de Atenas aparecieron como señalizadores del emplazamiento de las tumbas, una serie de grandes vasos cerámicos, ánforas, hidrias o cráteras del siglo VIII a. C., de gran calidad, con las primeras representaciones figurativas del arte pictórico ático, la mayoría de ritos funerarios como la prótesis o la ecforá. Más que la memoria del fallecido, lo que se celebraba era la piedad de los vivos respecto a los muertos.